# Хохлево (Московская область)
Хо́хлево — деревня в муниципальном округе Егорьевск Московской области России.

## География
Деревня Хохлево расположена в северо-западной части муниципального округа Егорьевск, примерно в 5 километрах к северо-востоку от города Егорьевск. В 500 метрах к северо-востоку от деревни протекает река Рудинка [какая?]. Высота над уровнем моря 138 метров.

## Название
Название связано с некалендарным личным именем Хохля.

## История
До отмены крепостного права жители деревни относились к разряду государственных крестьян.
После 1861 года деревня вошла в состав Нечаевской волости Егорьевского уезда. Приход находился в городе Егорьевске.
В 1926 году деревня входила в Заболотьевский сельсовет Егорьевской волости Егорьевского уезда. До 1954 года — центр Хохлевского сельсовета.
До 1994 года Хохлево входило в состав Клеменовского сельсовета Егорьевского района, а в 1994—2006 годы — Клеменовского сельского округа.
Входила в состав городского поселения Егорьевск.

## Демография
В 1885 году в деревне проживало 381 человек, в 1905 году — 414 человек (203 мужчины, 211 женщин), в 1926 году — 270 человек (135 мужчин, 135 женщин). По переписи 2002 года — 37 человек (20 мужчин, 17 женщин). Население — 39 человек (2010).
| 1859 | 1868 | 1885 | 1905 | 1926 | 2002 | 2006 |
| ---- | ---- | ---- | ---- | ---- | ---- | ---- |
| 275  | ↗278 | ↗381 | ↗414 | ↘270 | ↘37  | ↗49  |
| 2010 |      |      |      |      |      |      |
| ↘39  |      |      |      |      |      |      |